# Maria Sykora
Maria Sykora (* 10. November 1946 in Tulln an der Donau, Niederösterreich) ist eine ehemalige österreichische Leichtathletin und Handballspielerin. Bei einer Körpergröße von 1,72 m betrug ihr Wettkampfgewicht 62 kg.

## Leben
Maria Sykora, in Tulln als Tochter des Bezirkshauptmannes Hans Sykora geboren, wuchs in einer Sportfamilie als sechstes von sieben Kindern auf. In der Schulzeit begann sie Handball zu spielen und wurde mit dem UHC Tulln niederösterreichischer Landesmeister, bevor sie zum Laufsport wechselte. Beruflich war Sykora Volks- und Hauptschullehrerin in Geographie und Naturgeschichte. Maria Sykora arbeitete nach ihrer Spitzensport-Laufbahn als Cheferzieherin im Bundessportzentrum Südstadt.
Bei Hypo Niederösterreich ist sie im Vereinsvorstand.
Ihre Schwester Liese Prokop war österreichische Leichtathletin und Innenministerin. Der Sohn ihres Bruders Ernst ist Thomas Sykora, ehemaliger Weltklasse-Skisportler und jetziger ORF-Kommentator.

## Leichtathletik

### Meistertitel
Maria Sykora war von 1967 bis 1971 Österreichische Meisterin im 400-Meter-Lauf. 1968, 1969, 1971 und 1972 gewann sie den Titel im 800-Meter-Lauf. 1970 war sie Meisterin im 100-Meter-Hürdenlauf. Ihre Vielseitigkeit bewies sie auch als Meisterin im Fünfkampf 1970 und 1971. In dieser Disziplin war allerdings ihre Schwester Liese Prokop als Europameisterin 1969 noch erfolgreicher.

### Olympische Spiele
Sykora nahm an den Olympischen Spielen 1972 teil. Im 400-Meter-Lauf und mit der 4-mal-400-Meter-Staffel kam sie über den Vorlauf nicht hinaus. Im 800-Meter-Lauf schied sie als Sechste ihres Halbfinales aus.

### Europameisterschaften
Bei den Europameisterschaften 1969 erreichte die 4-mal-100-Meter-Staffel Österreichs das Finale und belegte in Landesrekord von 45,8 s den siebten (und letzten) Platz, nachdem Liese Prokop, Helga Kapfer, Maria Sykora und Erika Kren schon im Vorlauf mit 46,5 s einen Landesrekord aufgestellt hatten.
Im 400-Meter-Lauf erreichte Maria Sykora 1969 den Endlauf mit Landesrekord von 53,6 s im Vorlauf und von 53,2 s im Halbfinale. Im Finale stellte sie mit 53,0 s erneut einen Landesrekord auf und gewann die Bronzemedaille hinter den beiden Französinnen Nicole Duclos und Colette Besson, die beide mit 51,7 s einen neuen Weltrekord aufstellten.
Bei den Europameisterschaften 1971 qualifizierte sich Maria Sykora mit 53,5 s im Vorlauf und 53,3 s im Halbfinale erneut für das Finale im 400-Meter-Lauf. Hinter Helga Seidler (DDR), die mit 52,1 s gewann, gab es ein knappes Finish, bei dem die Westdeutsche Inge Bödding (Silber) und Ingelore Lohse (DDR) mit 52,9 s die Medaillen gewannen, während Maria Sykora mit 53,0 s den „undankbaren“ vierten Platz belegte.

### Halleneuropameisterschaften
- 1969 in Belgrad: Im 800-Meter-Lauf belegt Maria Sikora Platz acht in 2:18,7 min. In der 4-mal-1-Runde-Staffel belegt Österreich mit Inge Aigner, Maria Sykora, Liese Prokop und Hannah Kleinpeter Platz vier.
- 1970 in Wien: Maria Sykora wird in 2:07,0 min Halleneuropameisterin vor der Russin Ljudmila Bragina in 2:07,5 min. In der 4-mal-1-Runde-Staffel gewinnt Österreich mit Maria Sykora, Brigitte Ortner, Christa Kepplinger und Hanna Burger die Bronzemedaille. In der 1-2-3-4-Runden-Staffel belegt Österreich mit Brigitte Ortner, Maria Sykora, Sissy Brandnegger und Monika Bouchal Platz vier.
- 1971 in Sofia: Maria Sykora gewinnt im 400-Meter-Lauf in 54,4 s hinter der Russin Wera Popkowa und Inge Bödding die Bronzemedaille.
- 1972 in Grenoble: Österreich gewinnt in der 4-mal-1-Runde-Staffel die Bronzemedaille mit Christa Kepplinger, Maria Sykora, Carmen Mähr und Monika Holzschuster.

### Bestleistungen
- 100 m: 11,8 s (1970)
- 200 m: 24,0 s (1969)
- 400 m: 52,7 s (1972)
- 800 m: 2:01,5 min (1972)
- 1500 m: 4:43,55 min (1974)
- 100 m Hürden 13,6 s (1970)
- 400 m Hürden 57,3 s (1973)
- Hochsprung: 1,77 m (1971)
- Weitsprung: 6,10 m (1973)
- Kugelstoßen: 12,93 m (1973)
- Fünfkampf: 5024 Punkte (1971) nach der 1971er Tabelle (14,0 s / 12,26 m / 1,75 m / 6,02 m / 24,6 s)

## Handball
Mit der österreichischen Nationalmannschaft nahm Sykora an den Olympischen Spielen 1984 teil. Sie spielten mit ihrer Nichte Karin Prokop und belegten am Ende den sechsten une letzten Rang.

## Auszeichnungen
1975 erhielt sie das Sportehrenzeichen der Stadt St. Pölten.